# Lobotos
Lobotos és un gènere d'ocells de la família dels campefàgids (Campephagidae). Anteriorment es classificaven en el gènere Campephaga, són nadius de l'Àfrica subsahariana.

## Taxonomia
Segons la Classificació del Congrés Ornitològic Internacional (versió 15.1, 2025) aquest gènere està format per dues espècies:
- Lobotos lobatus - eruguera ardent.
- Lobotos oriolinus - eruguera oriolina.